# ساندول (خواننده)
لی جونگ هوان (کره‌ای: 이정환؛ زادهٔ ۲۰ مارس ۱۹۹۲) که بیشتر با نام هنری ساندول (کره‌ای: 산들) شناخته می‌شود، خواننده-ترانه‌پرداز اهل کره جنوبی است. او به عنوان یکی از اعضای گروه بی‌وان‌ای‌فور شناخته می‌شود که در ۲۳ آوریل ۲۰۱۱ فعالیتش را آغاز کرد. او در ۴ اکتبر ۲۰۱۶ با انتشار نخستین آلبوم چندآهنگه خود، فعالیت انفرادی را آغاز کرد.